# NGC 2418
NGC 2418 este o interacțiune de galaxii situată în constelația Gemenii. A fost descoperită în 23 ianuarie 1874 de către Édouard Stephan⁠(d). Se află la o distanță de 71,67 de megaparseci de Pământ.